# August von Bockum
August Gotthilf von Bockum (* 17. April 1788 in Zuchen; † 10. September 1851 in Paulsdorf) war ein preußischer Generalmajor.

## Leben

### Herkunft
August war der Sohn des preußischen Kapitäns und Chefs einer Invalidenkompanie Karl von Bockum und dessen Ehefrau, einer geborenen von Manteuffel.

### Militärkarriere
Bockum trat am 15. April 1800 als Gefreitenkorporal in das Infanterieregiment des Prinzen Ferdinand von Preußen ein und avancierte bis Ende September 1806 zum Sekondeleutnant. Im Vierten Koalitionskrieg kämpfte er in den Gefechten bei Lauenburg und Zarrentin.
Nach dem Frieden von Tilsit nahm Bockum am 2. September 1809 seinen Abschied mit der Erlaubnis, in fremde Dienste gehen zu dürfen, schloss sich aber am 22. Februar 1813 als freiwilliger Jäger dem Freikorps Lützow an. Während der Befreiungskriege nahm er an der Blockade von Hamburg sowie den Belagerungen von Jülich, Maubeuge und Philippeville teil, wo er den Orden des Heiligen Wladimir IV. Klasse erhielt. Er kämpfte außerdem in den Schlachten bei Ligny und Belle Alliance, für die er mit dem Eisernen Kreuz II. Klasse sowie dem Sankt-Stanislaus-Orden II. Klasse ausgezeichnet wurde. Am 28. Mai 1814 wurde er zum Premierleutnant befördert und am 31. März 1815 in das 25. Infanterie-Regiment versetzt.
Nach dem Krieg stieg Bockum am 11. März 1816 zum Kapitän und Kompaniechef auf und wurde am 25. Oktober 1816 in das Kaiser Franz Grenadier-Regiment versetzt. Mit seiner Beförderung zum Major erfolgte am 14. April 1826 die Ernennung zum etatsmäßigen Stabsoffizier. Vom 21. März 1829 bis zum 29. März 1839 fungierte er als Kommandeur des I. Bataillons. Anschließend wurde er unter Beförderung zum Oberstleutnant zunächst mit der Führung des 16. Infanterie-Regiments in Düsseldorf beauftragt und am 28. Januar 1840 zum Kommandeur ernannt. In dieser Stellung folgte am 10. September 1840 seine Beförderung zum Oberst und am 12. September 1842 erhielt Bockum den Roten Adlerorden III. Klasse mit Schleife. Mit einer jährlichen Pension von 1750 Talern nahm er am 10. August 1845 seinen Abschied und erhielt dabei den Charakter als Generalmajor. Er starb am 10. September 1851 in Paulsdorf.
Sein Brigadekommandeur der General von Üchtritz schrieb in seiner Beurteilung 1841: „Mit einem sehr achtbaren festen Charakter verbindet derselbe gründliche Dienstkenntnisse und große Tätigkeit. Wenn ihm auch eine vielseitige wissenschaftliche Bildung nicht beiwohnt, so ersetzt er diesen Mangel doch durch ein sehr gesundes und auf Erfahrung gegründetes Urteil. Er ist daher als ein höchst tüchtiger Regimentskommandeur, der einen sehr günstiger Einfluß auf seine Untergebenen ausübt, zu betrachten.“

### Familie
Bockum heiratete am 6. Januar 1846 in Darsen, Kreis Schlochau Emilie von Stutterheim (1803–1879), verwitwete von Paulsdorf. Sie war die Besitzerin von Gut Paulsdorf A und B.